# Quersoneso

Quersoneso e outras Colônias gregas ao longo da costa norte do mar Negro no século V a.C.

Quersoneso (em grego: Χερσόνησος; em latim: Chersonesus; em ucraniano e russo: Херсонес) também conhecida como Quérson, foi uma colónia grega fundada há aproximadamente 2.500 anos na região sudoeste da Crimeia, então conhecida como Táurica. A colónia foi fundada no século V a.C. por colonos oriundos de Heracleia Pôntica.
A cidade antiga encontra-se nas margens do mar Negro, nos arredores de Sebastopol. Chama-se à cidade a "Pompeia ucraniana" e a "Troia russa". O nome Quersoneso significa, em grego, apenas "península", e descreve o local onde foi implantada a colónia. Não deve ser confundido com Quersoneso Táurico, o nome comumente dado a todo o sul da Crimeia, juntamente com "Táurica".
Durante a maior parte do período clássico a cidade foi uma democracia governada por um grupo de arcontes eleitos e por um conselho denominado Damiorgi. Com o tempo a forma de governo tornou-se progressivamente oligárquica. Uma espécie de juramento prestado por todos os cidadãos no século III a.C. chegou até aos dias de hoje.

## História
Em finais do século II a.C., o Quersoneso tornou-se uma dependência do reino do Bósforo. Passou para o Império Romano em meados do século I a.C. e assim permaneceu até à década de 70 do século IV d.C., quando foi capturada pelos hunos.
Tornou-se uma possessão bizantina durante o início da Idade Média, mas o domínio bizantino era leve; segundo Teófanes, o Confessor, Quérson servia de residência a um tudun cazar no final do século VII. Havia uma pequena guarnição imperial mais para protecção da cidade que para exercer controlo sobre ela. Quérson era útil a Bizâncio de duas formas: como ponto de observação da actividade dos povos bárbaros, e como local de exílio para aqueles que caíam em desgraça perante os imperadores romanos e bizantinos. Entre os seus mais famosos "detidos" contam-se os papas Clemente I e Martinho I, e o imperador bizantino deposto Justiniano II.
Foi durante a Idade Média que o nome da cidade ficou estabelecido como Quérson.

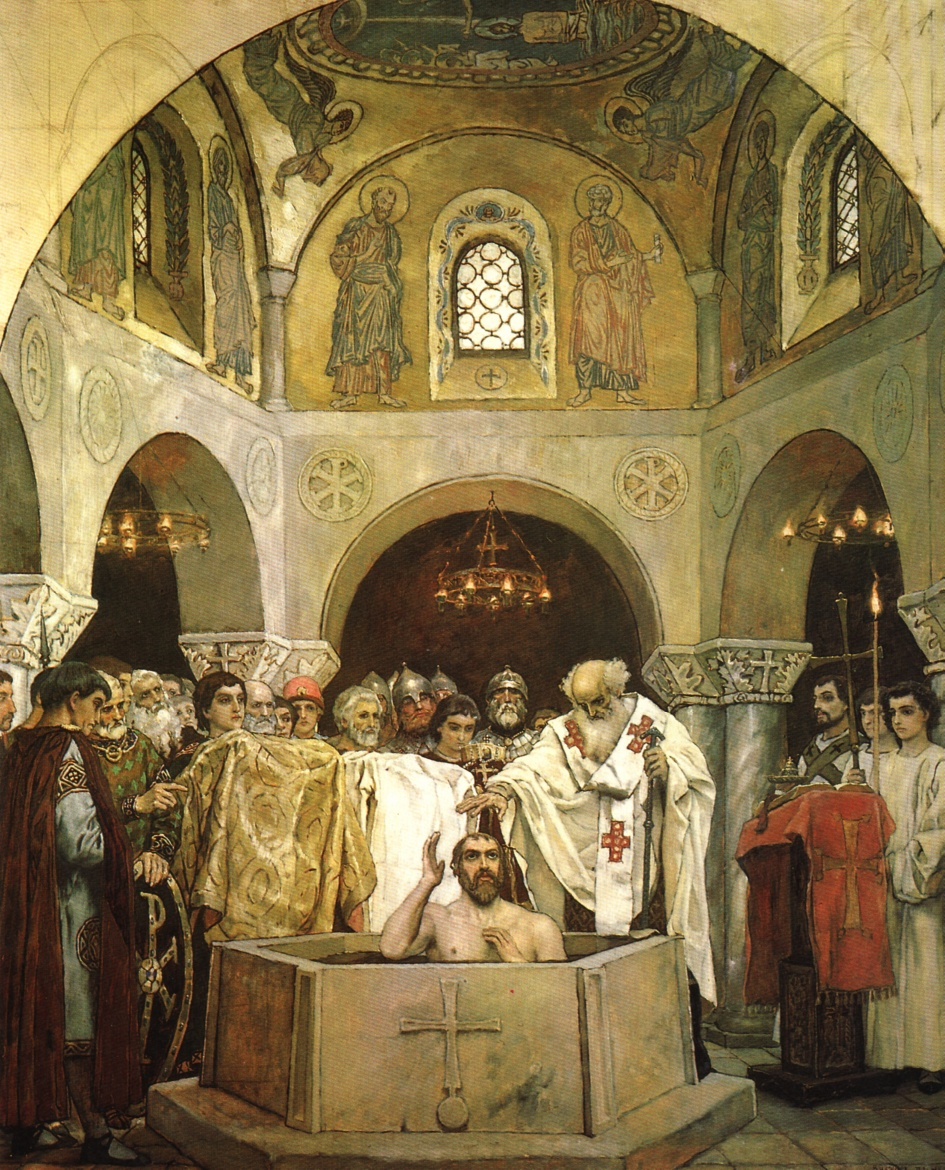
Viktor Vasnetsov: O baptismo do príncipe São Vladimir em Quérson'.

Em 838, o imperador Teófilo enviou o nobre Petronas Camatero, que supervisionara havia pouco a construção da fortaleza cazar de Sarquel, para senhorear-se da cidade e da região circundante. Permaneceu em mãos bizantinas até 980, quando caiu nas mãos de Quieve. Vladimir, o Grande só aceitou abandonar a fortaleza se Ana Porfirogénita, irmã de Basílio II Bulgaróctono, lhe fosse dada em casamento. A exigência causou escândalo em Constantinopla, uma vez que as princesas imperiais nunca se tinham casado com não-gregos. Como condição para a realização do casamento, Vladimir foi baptizado em 988 em Quérson, abrindo o caminho para a evangelização da Rússia de Quieve.
Depois da Quarta Cruzada Quérson tornou-se parte do Império de Trebizonda, e em seguida caiu nas mãos dos genoveses no início do século XIV. Em 1299, a cidade foi saqueada pelos exércitos do Canato Nogai. Um século mais tarde foi destruída por Edigu e abandonada. No final do século XIX a catedral de São Vladimir (1892) foi erguida sobre uma pequena colina perto das ruínas da cidade; desenhada em estilo bizantino, foi concebida para assinalar o local do baptismo do santo.

## Ruínas e arqueologia
As ruínas do antigo Quersoneso encontram-se num dos subúrbios da atual cidade ucraniana de Sebastopol. Sua escavação foi iniciada pelo governo russo em 1827, e constituem hoje uma atracção turística popular, protegida pelo Estado como parque arqueológico.
Os edifícios misturam influências gregas, romanas e bizantinas. As muralhas têm centenas de metros de perímetro. As construções incluem um anfiteatro romano e um templo grego.
A maior parte da cidade antiga é ocupada por "Cora", vários quilómetros quadrados de antigas terras de cultivo hoje estéreis, contendo restos de prensas de uvas e torres defensivas. De acordo com os arqueólogos, há indícios de que os habitantes da região eram pagos para trabalhar dos campos, em vez de se empregarem escravos.
Os túmulos investigados indicam práticas mortuárias diferentes das gregas. As sepulturas são individuais e não familiares. São marcadas por pedras e as decorações limitam-se a faixas e armas, não incluindo estátuas funerárias.

## Estudos em curso
O Institute of Classical Archaeology ("Instituto de Arqueologia Clássica") da Universidade do Texas e o parque arqueológico local têm conduzido investigações desde 1992. O governo ucraniano incluiu o local na sua lista de património da Humanidade. O local, porém, vê-se ameaçado pelo alargamento urbano e pela erosão costeira.